# Возрождение старой школы
Возрождение старой школы (Old School Revival или Old School Renaissance), часто сокращающееся до OSR, это направление в настольных ролевых играх (особенно значимое для Dungeons & Dragons), которое черпает принципы и философию дизайна в самых ранних днях существования хобби с 1970-х годов.
По данным сайта ENWorld от 2013 года, явление OSR составило 2,16 % процента от всех разговоров о D&D в сети Интернет.

## История
OSR стало возможным благодаря особому типу лицензии, который является достаточно мягким для того, чтобы позволить авторам копировать целые блоки правил ранних редакций D&D для своих игр.  Считается, что Castles & Crusades и OSRIC (Old School Index and Resource Compilation) были первыми OSR-играми. В настоящее время достаточно большое количество игр (так называемых ретро-клонов) причисляет себя к движению. Однако, всё большее количество издателей стремится, по крайней мере, стилизовать некоторые из своих продуктов под «старую школу». К 2017 году направление обрело достаточную популярность, чтобы авторы, имеющие отношение к созданию D&D, использовали его для выхода или возвращения на рынок.

## Принципы
Одним из основных недостатков данного направления в хобби в момент его возникновения являлась крайняя нечёткость формулировок, по которым оно было выделено. Основными принципами дизайна OSR-игр в разное время назывались: отказ от предварительного написания сюжета, неприятие комплексного процесса создания персонажа, поиск вдохновения не в многочисленных сеттингах, а в литературе, оказавшей непосредственное влияние на создателей D&D, фокусировка игры на исследованиях, высокая смертность персонажей игроков, вследствие отказа от явления «сюжетной брони» и многое другое.
Само OSR-сообщество предостерегает от оценки этого феномена, как простой погони за ностальгией. Признаётся, что для кого-то это может быть справедливым. Однако растущее множество игроков, которые наслаждаются этим стилем, а также изданий, которые поддерживают этот стиль, свидетельствуют о выходе явления за рамки простого желания воссоздать прошлое.
Бен Мильтон выделяет несколько компонентов, наличие которых приближает игру к игре по "старым традициям":
- высокая летальность,
- открытый мир,
- отсутствие написанного заранее сюжета,
- упор на творческое решение игровых ситуаций,
- сконцентрированная на исследовании система наград (обычно - опыт за сокровища),
- отказ от попыток сбалансировать встречи и препятствия с уровнем персонажей,
- широкое использование для создания элементов мира случайных таблиц,
- упор на DIY в подготовке игровых материалов.

## Ретро-клоны
Ретро-клоны D&D — это фэнтезийные настольные ролевые игры, которые пересказывают, с изменениями разной степени, правила одной из ранних редакций D&D. Действующая лицензия OGL позволяет осуществлять такой пересказ без нарушения авторских прав. Феномен ретро-клонов тесно связан с возрождением старой школы, в силу того, что их правила созданы специально для того, чтобы воспроизводить игровой опыт, подобный тому, который возникал при игре по первым редакциям D&D.